# La Coulonche
La Coulonche – miejscowość i gmina we Francji, w regionie Normandia, w departamencie Orne.
Według danych na rok 1990 gminę zamieszkiwały 393 osoby, a gęstość zaludnienia wynosiła 27 osób/km² (wśród 1815 gmin Dolnej Normandii Coulonche plasuje się na 515. miejscu pod względem liczby ludności, natomiast pod względem powierzchni na miejscu 257.).